# جنوب آسيا
جنوب آسيا هي المنطقة الجنوبية من آسيا، وتتكون المنطقة من أفغانستان، بنغلاديش، بوتان، الهند، جزر المالديف، نيبال، باكستان، وسريلانكا.
ومن الناحية الطبوغرافية، تهيمن اللوحة الهندية على المنطقة ويحد المنطقة من الجنوب المحيط الهندي، ومن الشمال جبال الهيمالايا، كاراكورام، وجبال بامير. ويشكل نهر جيحون، الذي يرتفع شمال جبل هندوكوش، جزءًا من الحدود الشمالية الغربية.
وجميع دول المنطقة أعضاء في رابطة جنوب آسيا للتعاون الإقليمي وهي منظمة التعاون الاقتصادي في المنطقة والتي تأسست في عام 1985. وتغطي جنوب آسيا مساحة قدرها حوالي 5.2 مليون كيلومتر مربع (2.0 مليون ميل مربع)، وهو ما يمثل 11.71٪ من القارة الآسيوية أو 3.5٪ من مساحة سطح الأرض في العالم. ويبلغ عدد سكان جنوب آسيا حوالي 1,891,000,000 وهي الرابعة من حيث عن السكان. وهي تمثل حوالي 39.49٪ من سكان آسيا، وأكثر من 24٪ من سكان العالم.
في عام 2010، كان في جنوب آسيا أكبر عدد في العالم من الهندوس، المسلمين، السيخ، والزرادشتيين. وتمثل جنوب آسيا وحدها 98.47٪ من الهندوس و90.5٪ من السيخ و31٪ من المسلمين في جميع أنحاء العالم، بالإضافة إلى 35 مليون مسيحي و25 مليون بوذي.

## السياسة والحكم

### أنظمة الحكم
| البلد        | عاصمة      | اللغات الرسمية                   | أشكال الحكم                       | الشعار |
| ------------ | ---------- | -------------------------------- | --------------------------------- | ------ |
| أفغانستان    | كابل       | الباشتو، الدرية                  | جمهورية إسلامية                   |        |
| بنغلاديش     | دكا        | البنغالية والإنجليزية            | جمهورية دستورية برلمانية          |        |
| بوتان        | تيمفو      | الدزونكية                        | ملكية دستورية                     |        |
| الهند        | نيودلهي    | الهندية والإنجليزية              | جمهورية دستورية اتحادية برلمانية  |        |
| جزر المالديف | ماليه      | الديفيهية                        | جمهورية دستورية رئاسية            |        |
| نيبال        | كاتماندو   | النيبالية                        | جمهورية دستورية برلمانية اتحادية  |        |
| باكستان      | إسلام اباد | الأردية والإنجليزية              | جمهورية إسلامية برلمانية فيدرالية |        |
| سريلانكا     | كولومبو    | السنهالية، التاميلية، الإنجليزية | جمهورية دستورية شبه رئاسية        |        |

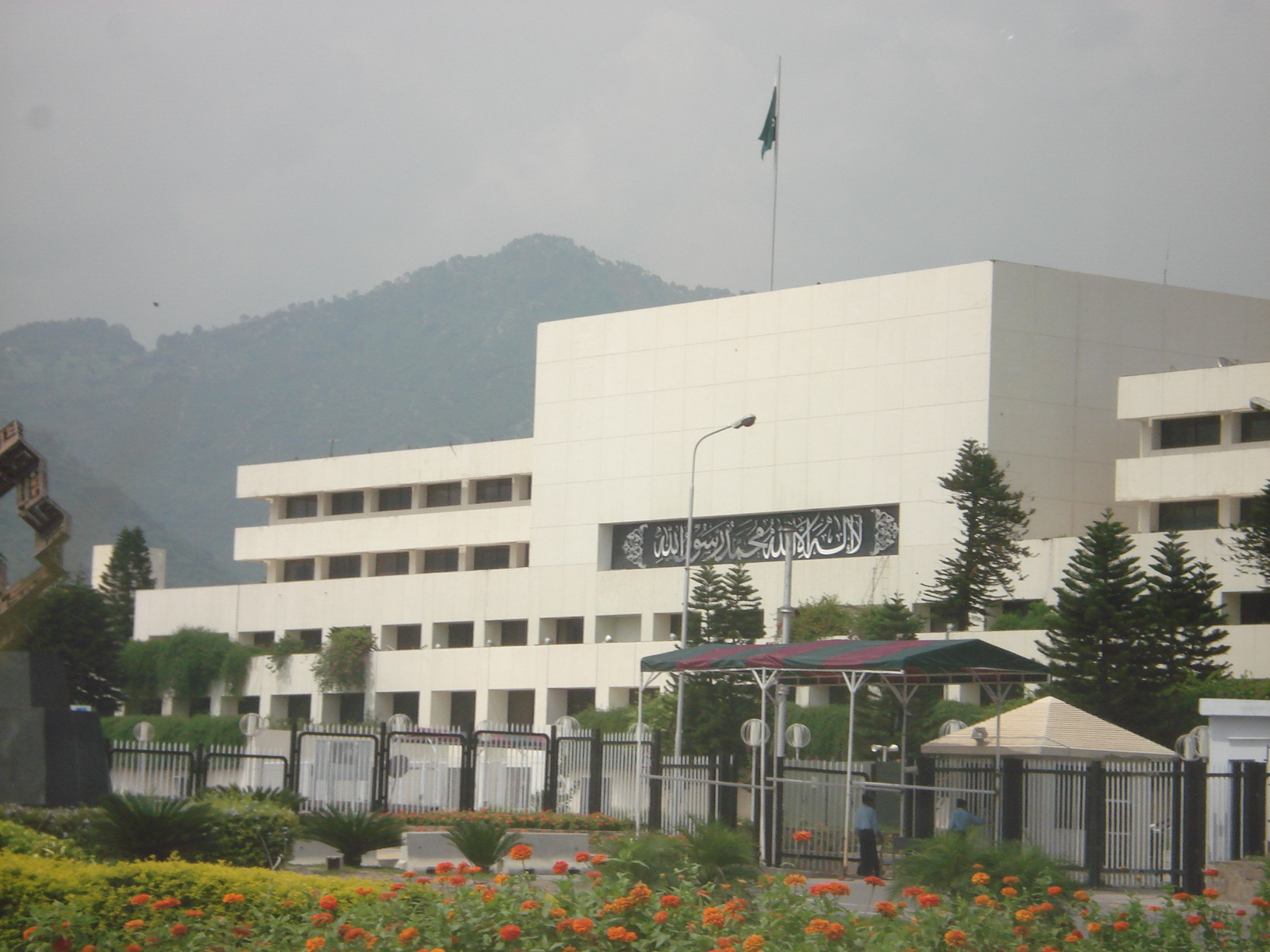
مبنى البرلمان الباكستاني

الهند هي جمهورية علمانية برلمانية اتحادية ويكون فيها رئيس الوزراء رئيسا للحكومة. مع وجود فعالاً للديمقراطية وأطول دستور مكتوب في العالم، وتتصدر الهند دول المنطقة في مؤشر الديمقراطية. وكانت الهند تواجه صراعات دينية داخلية وانفصالية ولكنها أصبحت أكثر استقرارًا بمرور الوقت.
باكستان هي جمهورية إسلامية برلمانية فيدرالية وكانت أول دولة في العالم تتبنى نظام الجمهورية الإسلامية في عام 1956. ويمكن وصف السياسة الباكستانية بأنها نظام متعدد الأحزاب. وبنغلاديش هي جمهورية برلمانية. يعرّفها دستور بنغلاديش على أنها إسلامية. ويمكن وصف طبيعة السياسة البنجلاديشية بأنها نظام متعدد الأحزاب. وتبرز بنجلاديش أيضًا كواحدة من عدد قليل من الديمقراطيات ذات الأغلبية المسلمة.
وأفغانستان هي جمهورية إسلامية. وتعاني أفغانستان من واحدة من أكثر الأنظمة غير المستقرة على الأرض نتيجة للغزوات الجهات الخارجية والحروب الأهلية والجماعات الإرهابية. ترك عدم الاستقرار المستمر لعقود من الزمان اقتصاد البلاد في حالة ركود وممزق ولا تزال أفغانستان واحدة من أكثر البلدان فقراً وأقل البلدان نمواً، مما أدى إلى تدفق اللاجئين الأفغان إلى البلدان المجاورة مثل إيران.

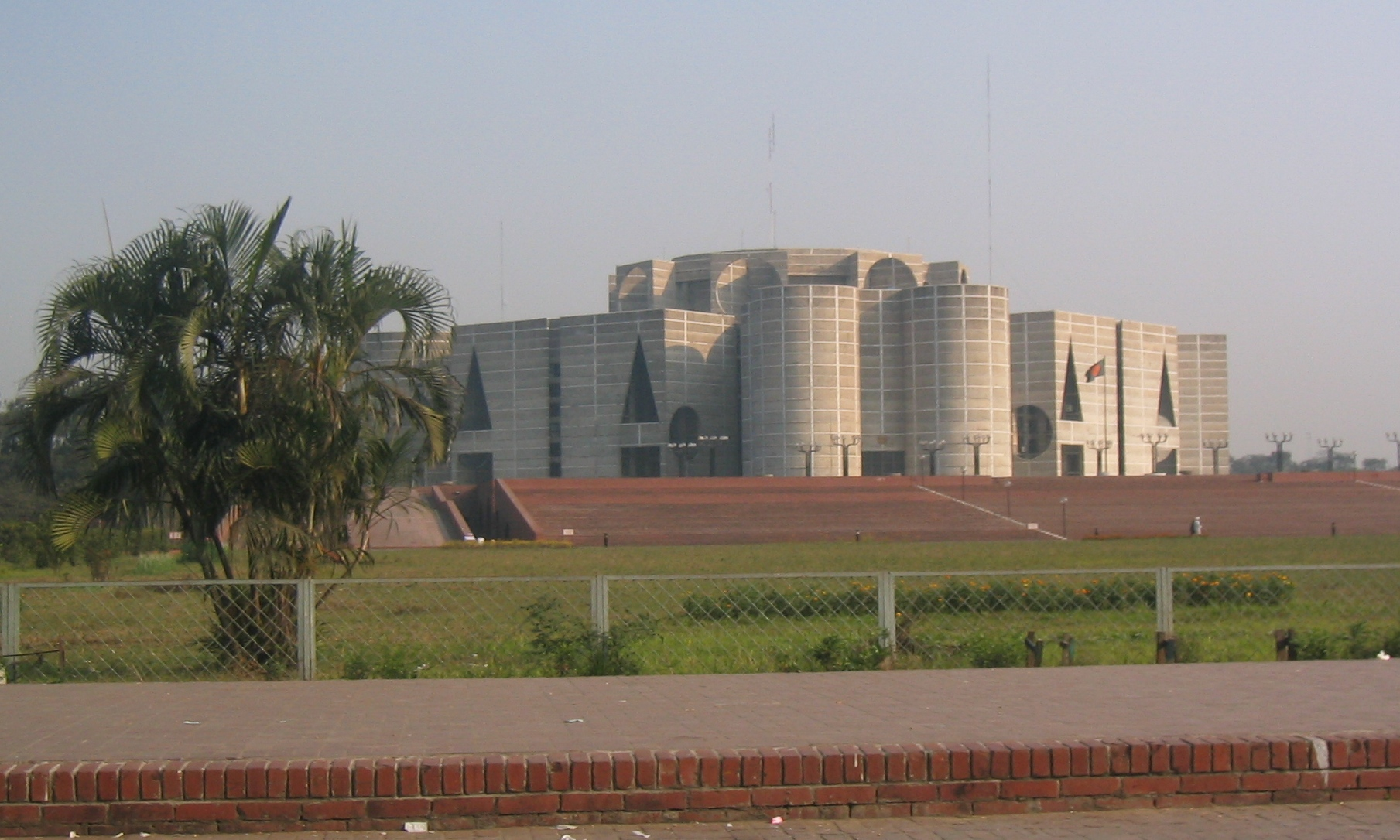
مبنى البرلمان البنغلادشي، دكا

سريلانكا هي جمهورية شبه رئاسية وهي أقدم ديمقراطية في آسيا. وأدى التوتر بين السنهال والتاميل إلى الحرب الأهلية السريلانكية التي قوضت الاستقرار في البلاد لأكثر من عقدين ونصف. ومع ذلك، كانت سريلانكا رائدة في مؤشر التنمية البشرية مع نصيب الفرد من الناتج المحلي الإجمالي متقدمًا على الهند وبنغلاديش. وادى سيطرت السنهال على الوضع السياسي في سريلانكا، إلى ظهور نمور تحرير التاميل، التي تم قمعها في مايو 2009.
كانت نيبال آخر دولة هندوسية في العالم قبل أن تصبح جمهورية ديمقراطية علمانية في عام 2008. وقد تم تصنيف الدولة من بين أفقر دول العالم من حيث نصيب الفرد من الناتج المحلي الإجمالي ولكنها حققت تقدمًا كبيرًا في مؤشرات التنمية التي تفوقت على العديد من دول جنوب آسيا الأخرى.
بوتان دولة بوذية ذات ملكية دستورية. صُنفت البلاد على أنها الأقل فسادًا وسلمية في المنطقة في عام 2016. ويهيمن المجلس العسكري العسكري على السياسة في البلاد.
| التصنيف                      | التصنيف                       | أفغانستان | بنغلاديش | بوتان | الهند | جزر المالديف | نيبال | باكستان | سريلانكا |
| ---------------------------- | ----------------------------- | --------- | -------- | ----- | ----- | ------------ | ----- | ------- | -------- |
| مؤشر الدول الهشة             | مؤشر الدول الهشة              | 102.9     | 85.7     | 69.5  | 75.3  | 66.2         | 82.6  | 92.1    | 81.8     |
| مؤشر مدركات الفساد (2019)    | مؤشر مدركات الفساد (2019)     | 16        | 26       | 68    | 41    | 29           | 34    | 32      | 38       |
| مؤشرات الحكم العالمية (2015) | فعالية الحكومة                | 8٪        | 24٪      | 68٪   | 56٪   | 41٪          | 13٪   | 27٪     | 53٪      |
| مؤشرات الحكم العالمية (2015) | الإستقرار السياسي وغياب العنف | 1٪        | 11٪      | 89٪   | 17٪   | 61٪          | 16٪   | 1٪      | 47٪      |

## التعريف

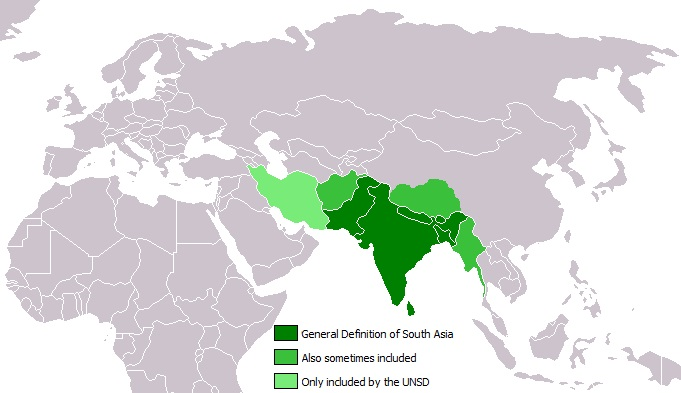
تعاريف مختلفة لجنوب اسيا

تضم التعريفات الحديثة لجنوب آسيا أفغانستان والهند وباكستان وبنغلاديش وسريلانكا ونيبال وبوتان وجزر المالديف. ومع ذلك، يعتبر البعض أفغانستان جزءًا من آسيا الوسطى أو غرب آسيا أو الشرق الأوسط.

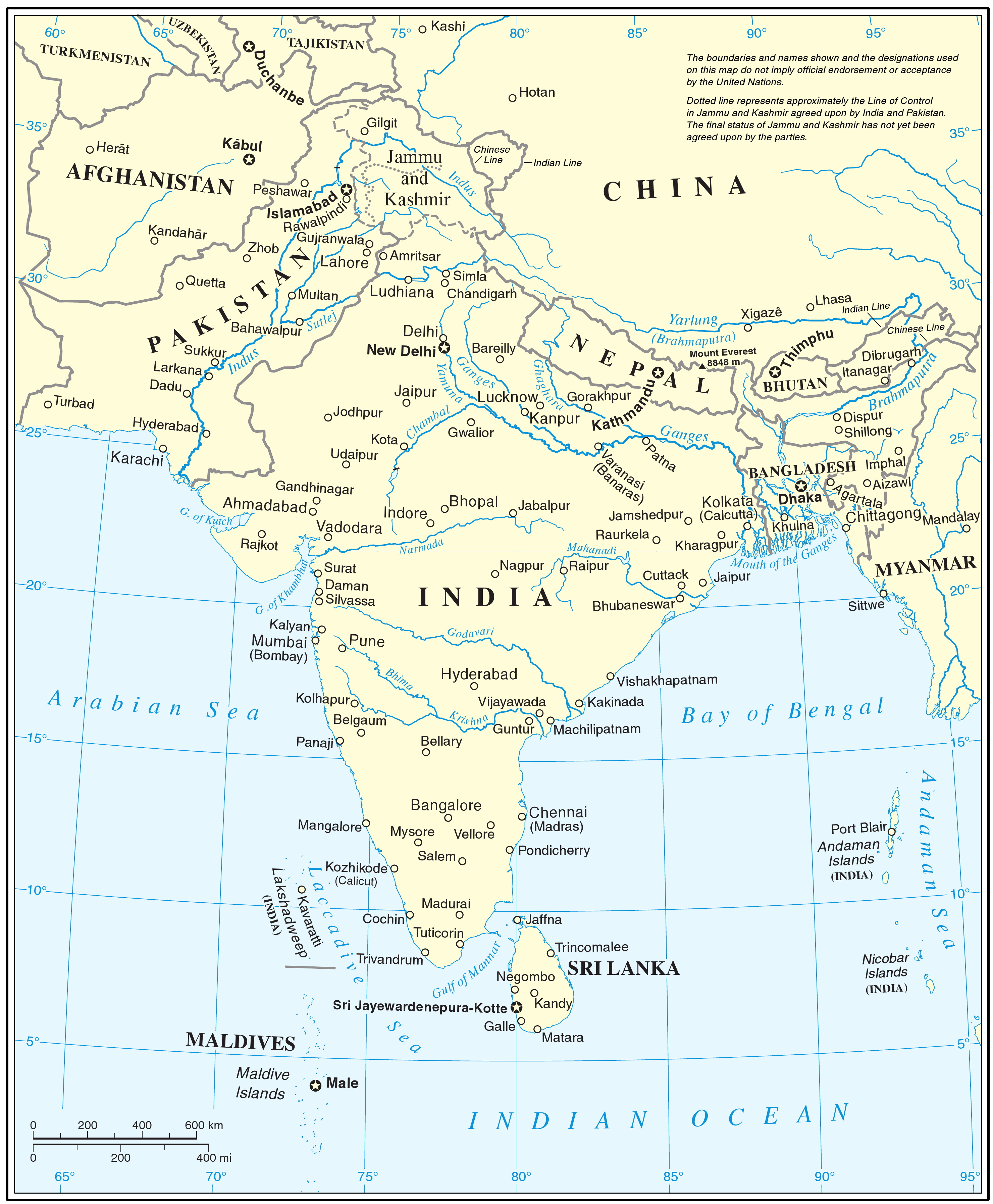
خريطة الأمم المتحدة لجنوب آسيا. ومع ذلك، فإن الأمم المتحدة لا تؤيد أي تعريفات أو حدود للمنطقة.

والمساحة الإجمالية لجنوب آسيا ومداها الجغرافي غير واضح المعالم حيث أن توجهات السياسة العامة والخارجية لمكوناتها غير متكافئة تمامًا. وغير المناطق الأساسية للراج البريطاني هناك درجة عالية من الاختلاف فيما يتعلق بالدول الأخرى المدرجة في جنوب آسيا. وظهر الارتباك أيضًا بسبب عدم وجود حدود واضحة (جغرافية أو جيوسياسية أو اجتماعية ثقافية أو اقتصادية أو تاريخية) بين دول جنوب آسيا.

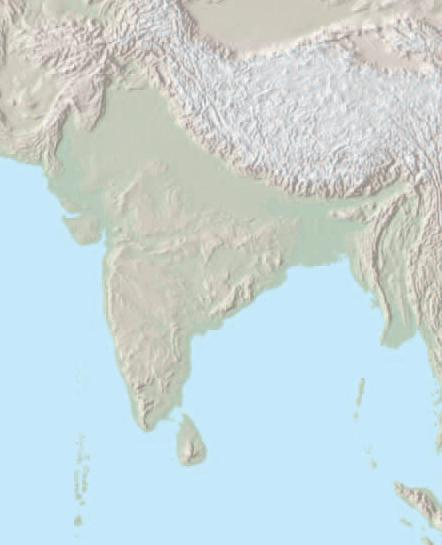
في حين أن جنوب آسيا لم تكن قط منطقة جيوسياسية متماسكة ، إلا أنها تتمتع بهوية جغرافية متميزة

والتعريف المستخدم اليوم لجنوب آسيا موروث من الحدود الإدارية للحكم البريطاني، مع بعض الاستثناءات. وتشكل الأراضي الحالية لبنجلاديش والهند وباكستان والتي كانت الأقاليم الأساسية للإمبراطورية البريطانية من 1857 إلى 1947 أيضًا المناطق الأساسية في جنوب آسيا. وتم تضمين نيبال وبوتان، وهما دولتان مستقلتان لم تكن جزءًا من الحكم البريطاني، وسريلانكا وجزر المالديف. من خلال تعريفات مختلفة تستند إلى أسباب مختلفة إلى حد كبير، يضم إقليم المحيط الهندي البريطاني ومنطقة التبت المتمتعة بالحكم الذاتي.
بدأت رابطة جنوب آسيا للتعاون الإقليمي، في عام 1985 مع سبع دول وهم بنغلاديش وبوتان والهند وجزر المالديف ونيبال وباكستان وسريلانكا، ثم قبلت أفغانستان كعضو ثامن في عام 2007. وتقدمت الصين وميانمار أيضًا بطلب للحصول على وضع العضوية الكاملة في المنظمة.
تختلف حدود جنوب آسيا بناءً على كيفية تعريف المنطقة. وتختلف الحدود الشمالية والشرقية والغربية لجنوب آسيا بناءً على التعريفات المستخدمة، بينما المحيط الهندي هوالحد الجنوبي. وتقع معظم هذه المنطقة على الصفيحة الهندية وهي معزولة عن بقية آسيا بحواجز جبلية. ويتكون جزء كبير من المنطقة من شبه الجزيرة الهندية، وتشبه إلى حد ما الماس الذي حددته جبال الهيمالايا في الشمال، وجبال هندوكوش في الغرب، وتلال تشين في الشرق، وتمتد جنوبا إلى المحيط الهندي مع بحر العرب إلى الجنوب الغربي وخليج البنغال إلى الجنوب الشرقي.
وتستخدم مصطلحات «شبه القارة الهندية» و «جنوب آسيا» أحيانًا بالتبادل. وشبه القارة الهندية مصطلح جيولوجي يشير إلى كتلة الأرض التي انجرفت باتجاه الشمال الشرقي من قارة جندوانا القديمة، واصطدمت بالصفيحة الأوراسية منذ ما يقرب من 55 مليون سنة، في نهاية العصر الباليوسيني. تشمل هذه المنطقة الجيولوجية بنغلاديش وبوتان والهند وجزر المالديف ونيبال وباكستان وسريلانكا. بدأ استخدام مصطلح شبه القارة الهندية من قبل الإمبراطورية البريطانية، وكان مصطلحًا شائعًا بشكل خاص مع حلفائها. جنوب آسيا مصطلح شائع بين العلماء أو المسؤولون لتمييز هذه المنطقة عن شرق آسيا.

## التاريخ

### التاريخ القديم
كانت حضارة وادي السند، التي انتشرت وازدهرت في الجزء الشمالي الغربي في الفترة بين 3300 إلى 1300 قبل الميلاد في شمال الهند وباكستان وأفغانستان حاليًا أول حضارة كبرى في جنوب آسيا. ثم نشأت ثقافة حضرية متطورة ومتقدمة تقنيًا في الفترة 2600 إلى 1900 قبل الميلاد. وفقًا لعالم الأنثروبولوجيا جريجوري بوسيل، توفر حضارة وادي السند نقطة انطلاق، لديانات جنوب آسيا.
ثم أدت بعدها الفترة الفيدية، التي سميت على اسم الديانة الفيدية للهنود الآريين، واستمرت من عام 1900 إلى 500 قبل الميلاد. وكان الهندوآريون من الرعاة الذين هاجروا إلى شمال غرب الهند بعد انهيار حضارة وادي السند،  وتظهر البيانات اللغوية والأثرية تغيرًا ثقافيًا بعد عام 1500 قبل الميلاد، مع البيانات اللغوية والدينية التي تظهر بوضوح الروابط مع اللغات الهندية الأوروبية والدين. وبحلول عام 1200 قبل الميلاد، تم إنشاء الثقافة الفيدية وأسلوب الحياة الزراعي في شمال غرب وشمال سهل الغانج في جنوب آسيا. وظهرت أشكال الدولة البدائية، وكان تمملكة كورو الأكثر تأثيراً. وكان أول مجتمع مسجل على مستوى الدولة في جنوب آسيا موجودًا حوالي 1000 قبل الميلاد.
ثم تم غزو المنطقة من قبل الإغريق، بقي الجيش اليوناني بقيادة الإسكندر الأكبر في منطقة هندوكوش لعدة سنوات ثم انتقل بعد ذلك إلى منطقة وادي السند. وفي وقت لاحق، امتدت إمبراطورية موريا على جزء كبير من جنوب آسيا في القرن الثالث قبل الميلاد. ثم انتشرت البوذية إلى آسيا الوسطى، عبر الشمال الغربي من جنوب اسيا، ثم انتشرت التيرافادا جنوبًا من الهند في القرن الثالث قبل الميلاد، إلى سريلانكا، ثم إلى جنوب شرق آسيا لاحقًا. وكانت البوذية، في القرون الأخيرة من الألفية الأولى قبل الميلاد، بارزة في منطقة الهيمالايا وغاندهارا ومنطقة هندوكوش وباكتريا.
من حوالي 500 قبل الميلاد وحتى حوالي 300م، انتشرت الأفكار الهندوسية والبوذية داخل جنوب آسيا، وكذلك خارجها. وسيطرت إمبراطورية جوبتا قضت على جزء كبير من المنطقة، وهي الفترة التي شهدت بناء المعابد الكبيرة والأديرة والجامعات مثل نالاندا. وخلال القرن العاشر، بنيت العديد من الأديرة والمعابد مثل مثل أجانتا، وبادامي وإلورا.

### العصور الوسطى
جاء الإسلام إلى جنوب آسيا في القرن الثامن عندما فتح القائد محمد بن القاسم الثقفي، مدينة ملتان التي تقع جنوب البنجاب، (باكستان حالياً). وبحلول عام 962م، تعرضت الممالك الهندوسية والبوذية في جنوب آسيا لموجة من الفتوحات من الجيوش الإسلامية من آسيا الوسطى. وكان من بينهم محمود الغزنوي، الذي داهم الممالك التي تقع في شمال الهند سبع عشرة مرة بين 997 و1030. فبسط الحكم الإسلامي على غرب البنجاب.
استمرت موجة الفتوحات على ممالك شمال الهند وغرب الهند من قبل الأمراء المسلمين. ثم بدأ السلطان محمد الغوري بتوسع في شمال الهند عام 1173. سعى إلى إقامة إمارة إسلامية سنية في الهند. وبذلك وضع الأساس للمملكة الإسلامية التي أصبحت لاحقاً سلطنة دلهي.
غطت سلطنة دلهي أجزاء مختلفة من جنوب آسيا حكمت سلطنةَ دلهي خمسُ سلالات على التوالي: سلالة المماليك (1206-1290)، سلالة الخلجي (1290-1320)، سلالة تغلق (1320-1414)، سلالة السيد (1414-1451)، وسلالة لودهي (1451-1526). وصل محمد تغلق إلى السلطة عام 1325، ووصلت سلطنة دلهي في عهده (الذي استمر 26 عامًا) إلى أقصى إتساعاً لها. ولكنه إضطهد غير المسلمين مثل الهندوس، وكذلك المسلمين غير السنة مثل الشيعة.
اندلعت الثورات ضد سلطنة دلهي في أجزاء كثيرة من جنوب آسيا خلال القرن الرابع عشر. وبعد وفاة محمد تغلق، وصلت سلطنة البنغال إلى السلطة عام 1352م، حيث بدأت سلطنة دلهي في التفكك. وظلت سلطنة البنغال في السلطة حتى أوائل القرن السادس عشر. حيث سيطرت جيوش إمبراطورية المغول عليها. وشهدت المنطقة التي كانت واقعة تحت حكمها (بنغلاديش) نموًا للإسلام. وفي منطقة ديكان، وصلت إمبراطورية فيجاياناجارا الهندوسية إلى السلطة عام 1336 وظلت في السلطة خلال القرن السادس عشر، حتى تم ضمها في إمبراطورية المغول. وفي عام 1526، وقعت معركة بانيبات. بين المغول وسلطنة دلهي، التي أنهت سلطنة دهي بعد موت السلطان إبراهيم لودي وحلّت مكانها سلطنة مغول الهند.

### العصر الحديث
شهدت فترة التاريخ الحديث لجنوب آسيا، أي من القرن السادس عشر فصاعدًا، بداية حكم سلطنة مغول الهند، ذوي الجذور التركية المغولية وكانوا مسلمين سنة. وكان ظهير الدين بابر أول حاكم للسلطنة.
واصلت سلطنة المغول توسعها بعد وفاة السلطان ظهير الدين.حتى ضمت حدودها تقريبا كامل شبه القارة الهندية. وتميزت سطنة المغول بفترة من التبادلات الفنية مع آسيا الوسطى وجنوب آسيا، حيث تم بناء العديد من المباني الرائعة مثل تاج محل. وفي أوجها، كانت الإمبراطورية أكبر اقتصاد في العالم، حيث بلغت قيمتها حوالي 25٪ من الناتج المحلي الإجمالي العالمي، أي أكثر من أوروبا الغربية بأكملها.
وتحت حكم أورنجزيب، بلغت جنوب آسيا ذروتها، لتصبح أكبر اقتصاد في العالم وأكبر قوة تصنيعية، تقدر بأكثر من 25٪ من الناتج المحلي الإجمالي العالمي، وهي قيمة أعلى من الصين وأوروبا الغربية بأكملها. أدت التطورات الاقتصادية في جنوب آسيا إلى تلويح فترة التصنيع الأولي.
بدأت التجارة البحرية بين جنوب آسيا والتجار الأوروبيين بعد عودة المستكشف البرتغالي فاسكو دي جاما إلى أوروبا. أبرمت المصالح الاستعمارية البريطانية والفرنسية والبرتغالية معاهدات مع هؤلاء الحكام وأنشأت موانئهم التجارية. فوي شمال غرب جنوب آسيا، تم توحيد منطقة كبيرة في إمبراطورية السيخ بواسطة رانجيت سينغ. ثم وسعت المملكة المتحدة ممتلكاتها حتى حكمت معظم شبه االجزيرة الهندية.

### العصر المعاصر
وبعد الحرب العالمية الثانية، استقل الراج البريطاني، وأنشأت بعدها الهند وباكستان، ثم أصبحت باكستان الشرقية بنغلاديش في عام 1971.

## الجغرافيا
منطقة جنوب آسيا باستثناء أفغانستان هي منطقة جيوسياسية متميزة، وهي منطقة متنوعة جغرافيًا. والمنطقة هي موطن لمجموعة متنوعة من التضايس الجغرافية، مثل الأنهار الجليدية، الغابات المطيرة، الوديان، الصحاري، والأراضي العشب. وهي محاطة بلماء من ثلاث جهات وهي، خليج البنغال والمحيط الهندي وبحر العرب. ويحتوى طرف شبه الجزيرة الهندية على لؤلؤ عالي الجودة.

### الجيولوجيا
تقع معظم المنطقة على الصفيحة الهندية، تمتد الصفيحة من جنوب جبال الهيمالايا وشرق نهر السند والهضبة الإيرانية، وتمتد جنوبا إلى المحيط الهندي بين بحر العرب (في الجنوب الغربي) وخليج البنغال (إلى الجنوب الشرقي)، بما في ذلك أجزاء من جنوب الصين وشرق اندونيسيا.

### المناخ

خريطة جنوب آسيا حسب تصنيف كوبن للمناخ

يختلف مناخ هذه المنطقة الشاسعة اختلافًا كبيرًا من منطقة إلى أخرى من رياح موسمية استوائية في الجنوب إلى معتدلة في الشمال. والأجزاء الجنوبية حارة في الصيف وتتلقى الأمطار خلال فترات الرياح الموسمية. وأما الحزام الشمالي لسهول الغانج الهندية فهو حار في الصيف، ولكنه أكثر برودة في الشتاء. نظرًا لأن جبال الهيمالايا تحجب الرياح الباردة القارسة في شمال آسيا، فإن درجات الحرارة تكون معتدلة.
ينقسم مناخ جنوب آسيا إلى أربع مناطق مناخية واسعة:
- تتميز الحافة الشمالية الهندية والمرتفعات الشمالية الباكستانية بمنطقة شبه استوائية جافة.
- وتتميز أقصى جنوب الهند وجنوب غرب سريلانكا بمناخ استوائي.
- وتتمتع معظم شبه الجزيرة بمناخ استوائي مع اختلافات:
  - مناخ شبه استوائي في شمال غرب الهند
  - شتاء بارد ومناخ استوائي حار في بنغلاديش
  - ومناخ استوائي شبه جاف في وسط الهند
- ولدى جبال الهيمالايا ومعظم جبال هندوكوش مناخ أشبه بمناخ جبال الألب.

### مساحة الأرض والمياه
تتضمن هذه القائمة الأراضي التابعة داخل دولها ذات السيادة (بما في ذلك الأراضي غير المأهولة)، والمنطقة الاقتصادية الخالصة.
| البلد        | المساحة   | المنطقة الإقتصادية الخالصة |
| ------------ | --------- | -------------------------- |
| أفغانستان    | 652,864   | 0                          |
| بنغلاديش     | 147,570   | 86,392                     |
| بوتان        | 38,394    | 0                          |
| الهند        | 3,287,263 | 2,305,143                  |
| نيبال        | 147,181   | 0                          |
| جزر المالديف | 298       | 923,322                    |
| باكستان      | 881,913   | 290,000                    |
| سريلانكا     | 65,610    | 532,619                    |

## الديموغرافيا

### الأديان

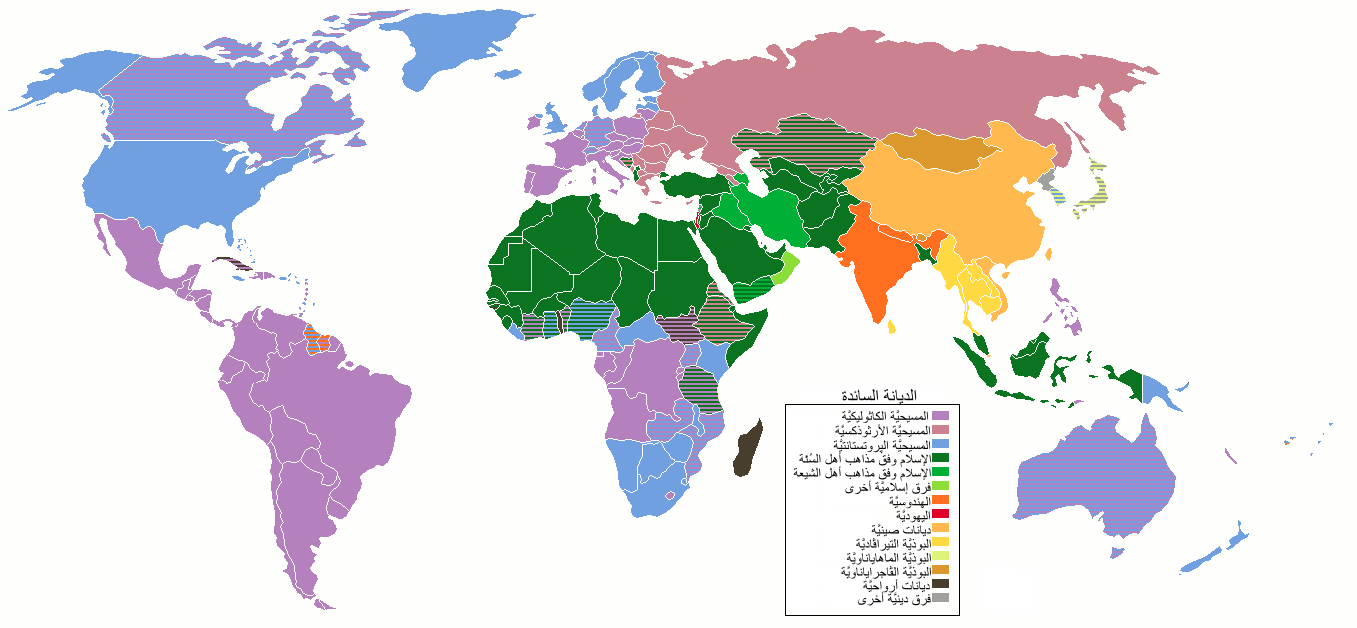
خارطة تُظهرُ توزّع الديانات الرئيسيَّة بطوائفها حول العالم.

في عام 2010، كان في جنوب آسيا أكبر من الهندوس، الجاينين والسيخ في العالم ويوجد فيها حوالي 510 ملايين المسلمين،  وكذلك أكثر من 25 مليون بوذي و 35 مليون مسيحي. ويشكل الهندوس حوالي 68 في المائة أو حوالي 900 مليون والمسلمون 31 في المائة أو 510 ملايين من إجمالي سكان جنوب آسيا، بينما يشكل البوذيون والجاين والمسيحيون والسيخ معظم البقية. ويتركز الهندوس والبوذيون والجاين والسيخ والمسيحيون في الهند ونيبال وسريلانكا وبوتان، بينما يتركز المسلمون في أفغانستان (99٪) وبنغلاديش (90٪) وباكستان (96٪) وجزر المالديف (100٪)
والديانات الهندية التي نشأت في الهند. وهي الهندوسية، اليانية، البوذية والسيخية. مختلفة ولكنها تشترك في المصطلحات والمفاهيم والأهداف والأفكار، وانتشرت من جنوب آسيا إلى شرق آسيا وجنوب شرق آسيا. وتم إدخال المسيحية والإسلام في وقت مبكر إلى المناطق الساحلية في جنوب آسيا من قبل التجار الذين استقروا بين السكان المحليين. وشهدت السند، بلوشستان، وأجزاء من منطقة البنجاب الفتح الإسلامي من قبل الدولة الأموية، مما أدى إلى انتشار الإسلام في أجزاء من المنطقة الشمالية الغربية من جنوب آسيا. وبعد ذلك، انتشر الإسلام في جنوب آسيا تحت تأثير الحكام المسلمين في السلطنات الإسلامية وإمبراطورية المغول.
| البلد        | دين الدولة          | عدد السكان كنسبة مئوية من إجمالي السكان | عدد السكان كنسبة مئوية من إجمالي السكان | عدد السكان كنسبة مئوية من إجمالي السكان | عدد السكان كنسبة مئوية من إجمالي السكان | عدد السكان كنسبة مئوية من إجمالي السكان | عدد السكان كنسبة مئوية من إجمالي السكان | السنة           |
| البلد        | دين الدولة          | الإسلام                                 | الهندوسية                               | المسيحية                                | البوذية                                 | السيخية                                 | اخرى                                    | السنة           |
| ------------ | ------------------- | --------------------------------------- | --------------------------------------- | --------------------------------------- | --------------------------------------- | --------------------------------------- | --------------------------------------- | --------------- |
| أفغانستان    | الإسلام             | 99.7٪                                   | -                                       | -                                       | -                                       | -                                       | 0.3٪                                    | 2019            |
| بنغلاديش     | الإسلام             | 90.1٪                                   | 9.5٪                                    | 0.4٪                                    | 0.6٪                                    | -                                       | -                                       | 2011            |
| بوتان        | الفاجرايانا البوذية | 0.1٪                                    | 22.6٪                                   | 0.5٪                                    | 74.8٪                                   | -                                       | 2٪                                      | 2010            |
| الهند        | لا يوجد             | 14.2٪                                   | 79.8٪                                   | 2.3٪                                    | 0.7٪                                    | 1.7٪                                    | 1.3٪                                    | 2011            |
| جزر المالديف | الإسلام السني       | 100٪                                    | -                                       | -                                       | -                                       | -                                       | -                                       | [ 105 ] [ 106 ] |
| نيبال        | لا يوجد             | 4.4٪                                    | 81.3٪                                   | 1.3٪                                    | 9٪                                      | -                                       | 0.8٪                                    | 2013            |
| باكستان      | الإسلام             | 96.50٪                                  | 1.85٪                                   | 1.59٪                                   | -                                       | -                                       | 0.07٪                                   | 2010            |
| سريلانكا     | التيرافادا البوذية  | 9.7٪                                    | 12.6٪                                   | 6.2٪                                    | 70.2٪                                   | -                                       | 1.4٪                                    | 2011            |

### أكبر المناطق الحضرية
| المدينة   | الولاية               | البلد    | السكان     | المساحة (كم2) | الكثافة (ن\كم2) |
| --------- | --------------------- | -------- | ---------- | ------------- | --------------- |
| دلهي      | منطقة العاصمة الوطنية | الهند    | 25,399,141 | 2,072         | 12,100          |
| كراتشي    | السند                 | باكستان  | 20,431,848 | 3780          | 5500            |
| دكا       | محافظة دكا            | بنغلاديش | 20,283,552 | 360           | 43,500          |
| مومباي    | ماهاراشترا            | الهند    | 20,185,064 | 546           | 32,400          |
| كلكتا     | البنغال الغربية       | الهند    | 14,667,000 | 1,204         | 12,200          |
| لاهور     | البنجاب               | باكستان  | 12,414,000 | 1772          | 12,700          |
| بانغالور  | كارناتاكا             | الهند    | 10,248,000 | 1,116         | 8,400           |
| تشيناي    | تاميل نادو            | الهند    | 9,714,000  | 375           | 25,900          |
| حيدر اباد | تيلانغانا             | الهند    | 8,754,000  | 971           | 10,000          |
| فيصل اباد | البنجاب               | باكستان  | 7,873,910  | 5856          | 1340            |

## الاقتصاد
الهند هي الاقتصاد الأكبر والأسرع نموًا في المنطقة (2.957 تريليون دولار أمريكي) وتشكل حوالي 80٪ من اقتصاد جنوب آسيا. وهي خامس أكبر دولة في العالم من حيث القيمة الاسمية والثالثة من حيث القوة الشرائية المعدلة أسعار الصرف. والهند هي العضو الوحيد في الاقتصاد مجموعة العشرين ومجموعة البريكس من المنطقة. وسجل نموًا بنسبة 7.3٪ في السنة المالية 2014-2015.
تليها بنغلاديش، التي يبلغ الناتج المحلي الإجمالي لها (314.656 مليار دولار) ونصيب الفرد من الناتج المحلي الإجمالي 1888 دولارًا، وهي تحتل المرتبة الرابعة في المنطقة. ولديها أسرع معدل نمو للناتج المحلي الإجمالي في آسيا. وهي واحدة من الاقتصادات الناشئة والرائدة في النمو في العالم، وهي مدرجة بين الدول الإحدى عشرة التالية للعشرين الكبرى. كما أنها واحدة من أسرع البلدان متوسطة الدخل نموًا. وهي 39 من حيث الناتج المحلي الإجمالي في العالم من حيث القيمة الاسمية و 29 من حيث القوة الشرائية المعدلة أسعار الصرف (829.272 مليار دولار). تجاوز النمو الاقتصادي في بنغلاديش 7٪ في السنة المالية 2015-2016.
ويبلغ اقتصاد باكستان (314 مليار دولار) وتحتل المرتبة الخامسة في الناتج المحلي الإجمالي للفرد في المنطقة. تليها سريلانكا، التي تمتلك ثاني أعلى نصيب للفرد من الناتج المحلي الإجمالي ورابع أكبر اقتصاد في المنطقة. وفقًا لتقرير البنك الدولي في عام 2015، مدفوعًا بالتوسع القوي في الهند، إلى جانب أسعار النفط المواتية، أصبحت جنوب آسيا المنطقة الأسرع نموًا في العالم.
| البلد        | العملة          | الناتج المحلي الإجمالي                | الناتج المحلي الإجمالي                     | الناتج المحلي الإجمالي                               | الناتج المحلي الإجمالي              | النمو الاقتصادي (2017) | التضخم |
| البلد        | العملة          | الناتج المحلى الإسمي بالملايين (2019) | الناتج المحلي الإجمالي الاسمي للفرد (2019) | الناتج المحلي الإجمالي (تعادل القوة الشرائية) (2019) | الناتج المحلي الإجمالي للفرد (2019) | النمو الاقتصادي (2017) | التضخم |
| ------------ | --------------- | ------------------------------------- | ------------------------------------------ | ---------------------------------------------------- | ----------------------------------- | ---------------------- | ------ |
| أفغانستان    | أفغاني          | 18,734                                | 513                                        | 76,714                                               | 2,101                               | ٪ 3                    | 6٪     |
| بنغلاديش     | تاكا            | 317,465                               | 1,906                                      | 829,270                                              | 4,992                               | 8.2٪                   | 5.44٪  |
| بوتان        | نغولترم         | 2,842                                 | 3,423                                      | 9,310                                                | 10,193                              | 5.9٪                   | 4.1٪   |
| الهند        | روبية هندية     | 2,935,570                             | 2,172                                      | 11,436,697                                           | 8,484                               | 7.0٪                   | 4.8٪   |
| جزر المالديف | روفيه           | 5,786                                 | 15,563                                     | 6,708                                                | 21,320                              | 4.1٪                   | 2.5٪   |
| نيبال        | روبية نيبالية   | 29,813                                | 1,048                                      | 87,472                                               | 2,984                               | ٪ 7.7                  | 6.2٪   |
| باكستان      | روبية باكستانية | 284,214                               | 1,388                                      | 1,235,663                                            | 5,839                               | 5.2٪                   | 4.3٪   |
| سريلانكا     | روبية سريلانكية | 86,566                                | 3,947                                      | 319,791                                              | 14,680                              | ٪ 3.0                  | 5.8٪   |

وفقًا لتقرير البنك الدولي لعام 2011، فإن حوالي 24.6 ٪ من سكان جنوب آسيا يقعون تحت خط الفقر الدولي البالغ 1.25 دولار. [220] وتحتل أفغانستان وبنغلادش المرتبة الأعلى، مع 30.6٪ و 43.3٪ من سكان كل منهما تحت خط الفقر. يوجد في بوتان وجزر المالديف وسريلانكا أقل عدد من الأشخاص تحت خط الفقر، حيث بلغ 2.4٪ و 1.5٪ و 4.1٪ على التوالي. ورفعت الهند فوق خط الفقر بين عامي 2008 و 2011، حوالي 140 مليون. واعتبارًا من عام 2011، يعيش 21.9٪ من سكان الهند تحت خط الفقر، مقارنة بـ 41.6٪ في عام 2005.

## الصحة والتغذية
وفقًا لمنظمة الصحة العالمية، تعد جنوب آسيا موطنًا لاثنين من البلدان الثلاثة في العالم التي لا تزال تعاني من شلل الأطفال، وهم باكستان وأفغانستان، حيث تم تسجيل 306 و 28 حالة شلل أطفال في عام 2014.
ويقدر البنك الدولي أن الهند هي واحدة من أعلى الدول في العالم من حيث عدد الأطفال الذين يعانون من سوء التغذية. ويعد انتشار نقص الوزن لدى الأطفال في الهند من بين أعلى المعدلات في العالم ويقارب ضعف معدل انتشاره في أفريقيا جنوب الصحراء.
ووفقًا لمنظمة الأغذية والزراعة التابعة للأمم المتحدة. ففي عام 2015، كان ما يقرب من 281 مليون شخص في المنطقة يعانون من سوء التغذية. ويقول التقرير إن نيبال حققت كلاً من هدف مؤتمر القمة العالمي للأغذية والأهداف الإنمائية للألفية وتتجه نحو خفض عدد الأشخاص الذين يعانون من نقص التغذية إلى أقل من 5٪ من السكان. وحققت بنغلاديش الهدف الإنمائي للألفية من خلال إطار السياسة الغذائية الوطنية - حيث يعاني 16.5٪ فقط من السكان من نقص التغذية. وفي الهند، يشكل المصابون بسوء التغذية ما يزيد عن 15٪ من السكان. بينما أظهر عدد الأشخاص الذين يعانون من سوء التغذية انخفاضًا على مدار الخمسة وعشرين عامًا الماضية، وعلي العكس يشكل الأشخاص الذين يعانون من نقص التغذية في باكستان يظهر اتجاهاً تصاعدياً. حيث كان هناك 28.7 مليون جائع في باكستان في التسعينيات، وهو رقم زاد بشكل مطرد إلى 41.3 مليون في عام 2015 مع 22٪ من السكان يعانون من سوء التغذية. يعاني حوالي 194.6 مليون شخص من نقص التغذية في الهند، وهو ما يمثل أكبر عدد من الأشخاص الذين يعانون من الجوع في أي بلد بمفرده.
وذكر تقرير في عام 2006 أن «الوضع المتدني للمرأة في دول جنوب آسيا وافتقارها إلى المعرفة التغذوية من العوامل الهامة المحددة لانتشار نقص الوزن لدى الأطفال في المنطقة». كان الفساد وعدم وجود مبادرة من جانب الحكومة أحد المشاكل الرئيسية المرتبطة بالتغذية في الهند. وتم العثور على الأمية في القرى لتكون واحدة من القضايا الرئيسية التي تحتاج إلى مزيد من اهتمام الحكومة. وأشار التقرير إلى أنه على الرغم من حدوث انخفاض في سوء التغذية بسبب الثورة الخضراء في جنوب آسيا، هناك قلق من أن جنوب آسيا لديها «ممارسات تغذية ورعاية غير كافية للأطفال الصغار».

## التعليم

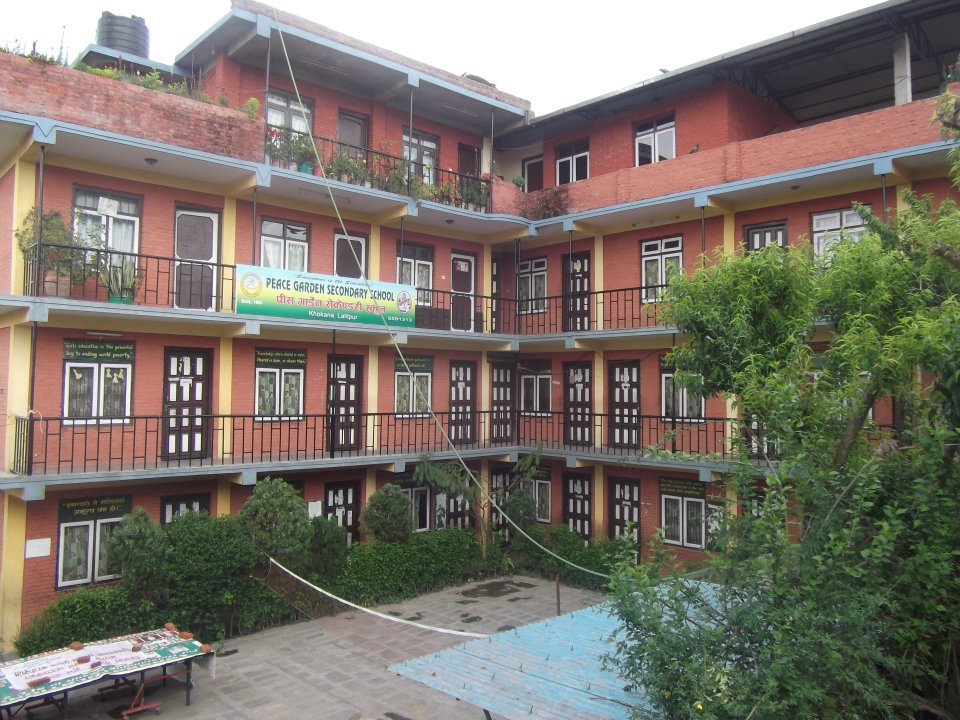
مدرسة في نيبال

ووفقًا لليونسكو، لم يتعلم 241 مليون طفل تتراوح أعمارهم بين ستة إلى أربعة عشر في عام 2017. وكان ثلثا هؤلاء الأطفال في المدرسة ويجلسون في الفصول الدراسية. وفقط 19 في المائة من الأطفال الملتحقين بالمدارس الابتدائية والإعدادية يحصلون على الحد الأدنى من مستوى الكفاءة في القراءة والرياضيات.
تكافح البلدان الأكبر والأفقر في المنطقة، مثل الهند وبنغلادش، ماليًا للحصول على موارد كافية للحفاظ على نظام التعليم المطلوب لسكانها الهائل، مع التحدي الإضافي المتمثل في تسجيل أعداد كبيرة من الأطفال غير الملتحقين بالمدارس. قدرتهم على تقديم تعليم جيد ومنصف محدودة بسبب انخفاض مستويات التمويل العام للتعليم، بينما تمكنت البلدان الناشئة الأصغر ذات الدخل المتوسط مثل سريلانكا وجزر المالديف وبوتان من تحقيق إتمام التعليم الابتدائي للجميع، وهم في وضع أفضل للتركيز على جودة التعليم.

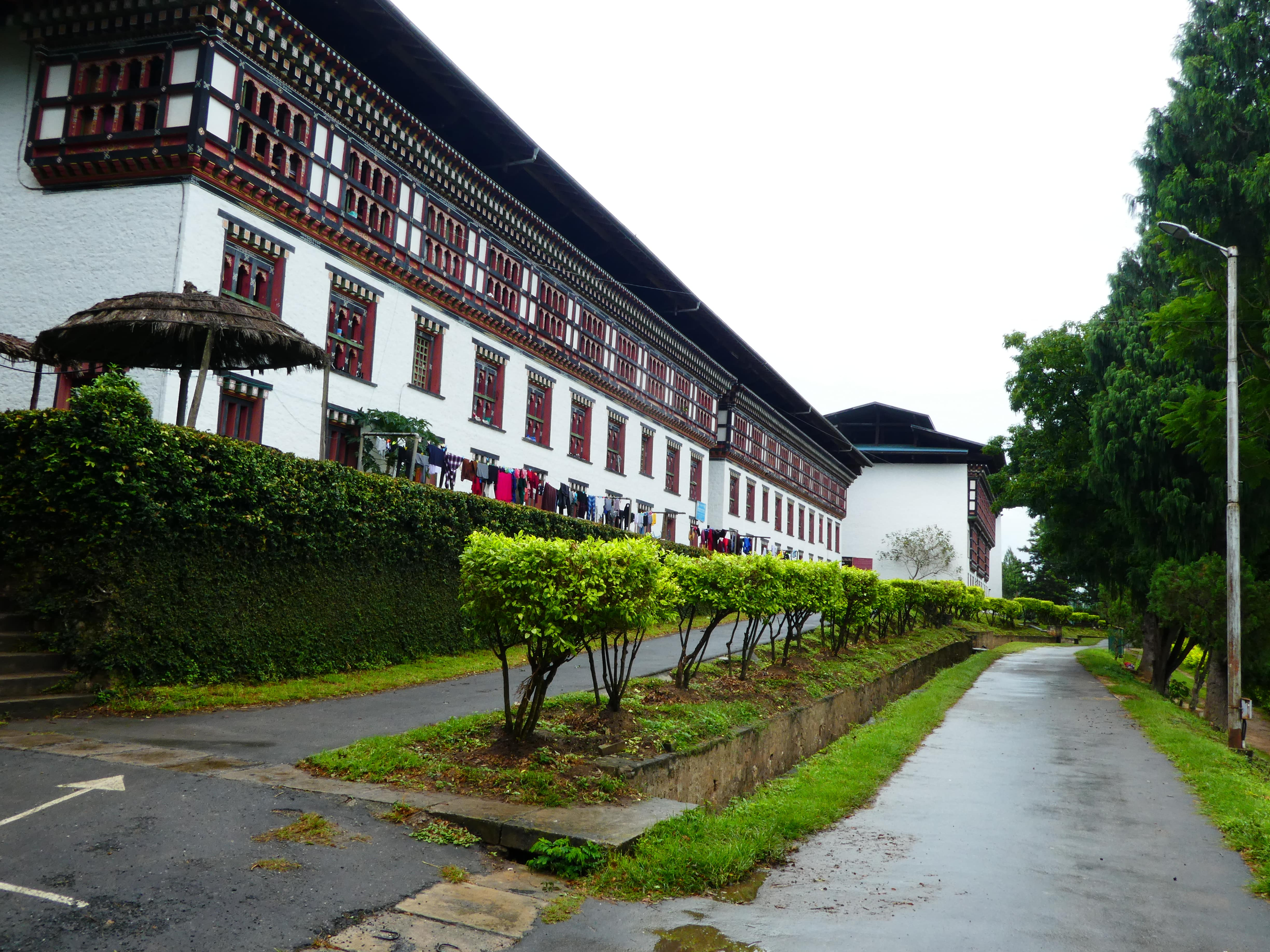
الجامعة الملكية في بوتان

يتأثر تعليم الأطفال في المنطقة أيضًا سلبًا بالأزمات الطبيعية والتي من صنع الإنسان بما في ذلك الأخطار الطبيعية وعدم الاستقرار السياسي وتزايد التطرف والصراعات الأهلية التي تجعل من الصعب تقديم الخدمات التعليمية. وتعد أفغانستان والهند من بين الدول العشر الأولى التي سجلت أعلى عدد من الكوارث المبلغ عنها بسبب الأخطار الطبيعية والصراعات. يشكل الوضع الأمني غير المستقر في أفغانستان عائقا كبيرا أمام نشر برامج التعليم على نطاق وطني.
ووفقًا لليونيسف، تواجه الفتيات عقبات هائلة في متابعة تعليمهن في المنطقة، وقدرت اليونسكو في 2005 أن 24 مليون فتاة في سن التعليم الابتدائي في المنطقة لم يتلقين أي تعليم. وبين عامي 1900 و 2005، أظهرت معظم دول المنطقة تقدمًا في تعليم الفتيوتقدمت مع سريلانكا وجزر المالدمة بشكل كبير على الآخين، بينما اتسعت الفجوة بين الجنسين في التعليم في باكستان وأفغانستان. وحققت بنغلاديش أكبر تقدم في المنطقة في الفترة التي زادت فيها التحاق الفتيات بالمدارس الثانوية من 13 في المائة إلى 56 في المائة في عشر سن الفائتة وات.
مع وجود حوالي 21 مليون طالب في 700 جامعة و 40 ألف كلية، كان لدى الهند أحد أكبر أنظمة التعليم العالي في العالم في عام 2011، وهو ما يمثل 86 بالمائة من جميع طلاب التعليم العالي في جنوب آسيا. وكانت بنغلاديش (مليونان) وباكستان (1.8 مليون) في المركزين الثاني والثالث في المنطقة. وفي نيبال (390 ألفًا) وسريلانكا (230 ألفًا). بوتان مع جامعة واحدة فقط وجزر المالديف مع عدم وجود أي جامعة وبالكاد كان هناك حوالي 7000 طالب في التعليم العالي في عام 2011. تراوحت نسبة التسجيل الإجمالية في عام 2011 من حوالي 10 في المائة في باكستان وأفغانستان إلى أكثر من 20 في المائة في الهند، وهو أقل من المتوسط العالمي الذي يبلغ 31 بالمائة.
| المرحلة                      | أفغانستان | بنغلاديش | بوتان | الهند | جزر المالديف | نيبال | باكستان | سريلانكا |
| ---------------------------- | --------- | -------- | ----- | ----- | ------------ | ----- | ------- | -------- |
| الالتحاق بالمرحلة الابتدائية | 29٪       | 90٪      | 85٪   | 92٪   | 94٪          | 96٪   | 73٪     | 98٪      |
| الالتحاق بالمرحلة الثانوية   | 49٪       | 54٪      | 78٪   | 68٪   | غير متاح     | 72٪   | 38٪     | 96٪      |